# Petulanos intermedius
Petulanos intermedius és una espècie de peix de la família dels anostòmids i de l'ordre dels caraciformes.